# Oxalis triangularis

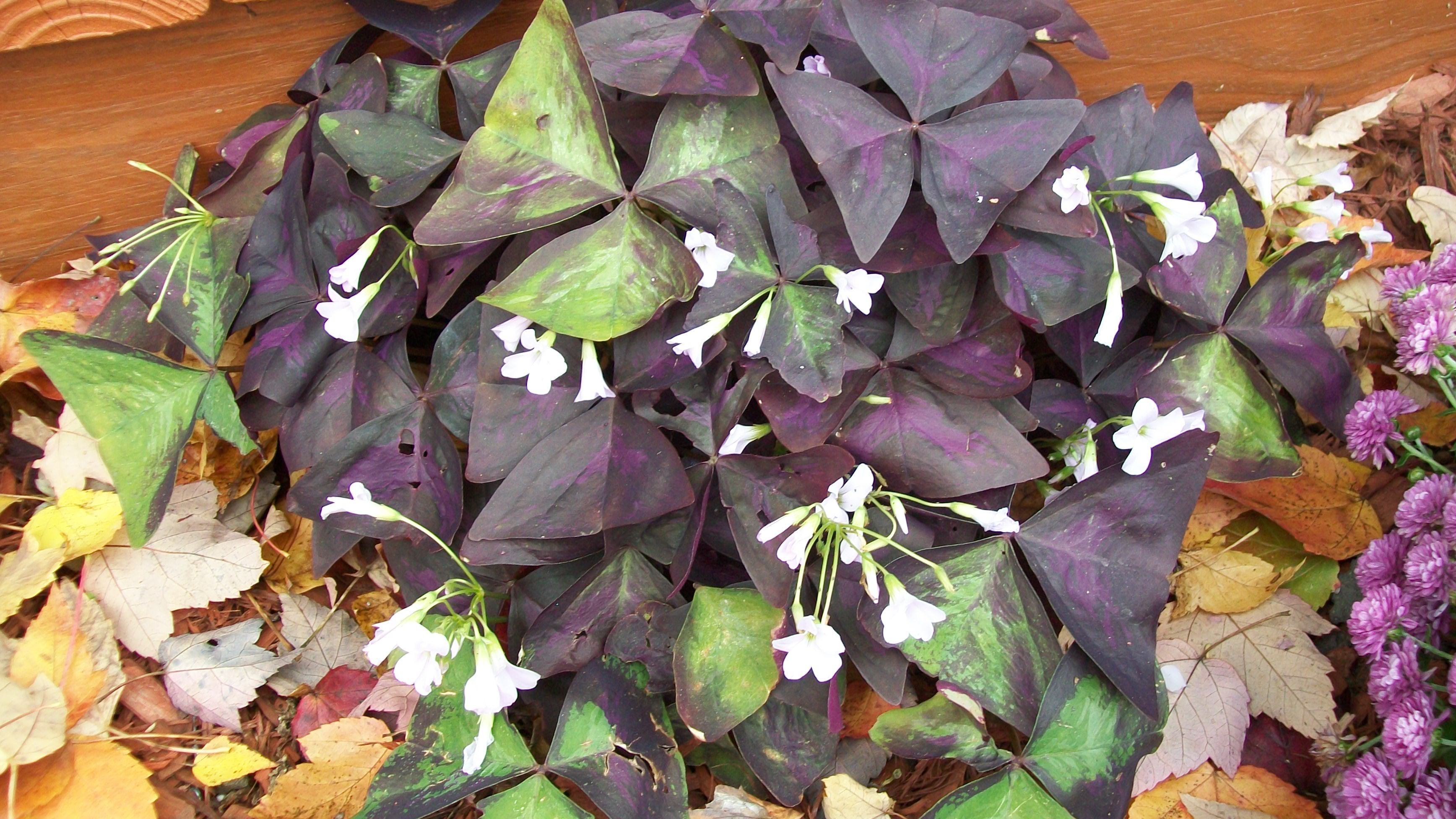
Planta a la tardor.

Oxalis triangularis, comunament denominada trèvol triangular, és una espècie de planta perenne de la família Oxalidaceae. És nativa de l'Amèrica del Sud.
S'empra com a planta amb flor ornamental d'interior, apreciada per les fulles peculiars de tons entre violacis i de forma gairebé triangular, assemblant-se a les ales d'una papallona, amb petites flors blanques que generen un contrast ben marcat, també pel moviment en que les fulles es pleguen com un paraigües davant la manca de llum o sota una llum massa agresiva.
La subespècie "papilionacea" estat galardonada amb el Royal Horticultural Society's Award of Garden Merit.

## Descripció
Pot créixer fins als 50 cm de radi vertical i horitzontal, es tracta d'una espècie resistent al fred fins als -5 °C.
És perernne, amb fulles triangulars simètriques sobre el nervi principal, poc nervades, de color voilat intens, que emergeixen de terra, perpendiculars al peciol prim des d'un rizoma soterrat cilíndric de 5 cm de llarg i 1,5 cm de diàmetre.
Produeix flors petites de forma acampanada allargada de fins a 5 mm, lleugerament velludes, blanques que contrasten notòriament respecte el fosc violeta de les fulles.
Les fulles de l'Oxalis Triangularis es mouen responent als nivells de lluminositat, de manera que romanen obertes amb llum ambient durant el dia, tancant-se quan manca la llum. Quan es tanquen ho fan plegant-se sobre el peciol i simultàniament sobre el nervi central de la fulla. El fenomen del moviment de les fulles el causa el fenomen de la pressió de turgència.

## Distribució
Podem trobar-la de forma autòctona a diversos països d'Amèrica del Sud com Brasil, Bolívia, Argentina i Paraguai.
L'interès botànic per la mateixa fa que es comercialitzi generalitazdament com a planta d'interior.

## Cultiu

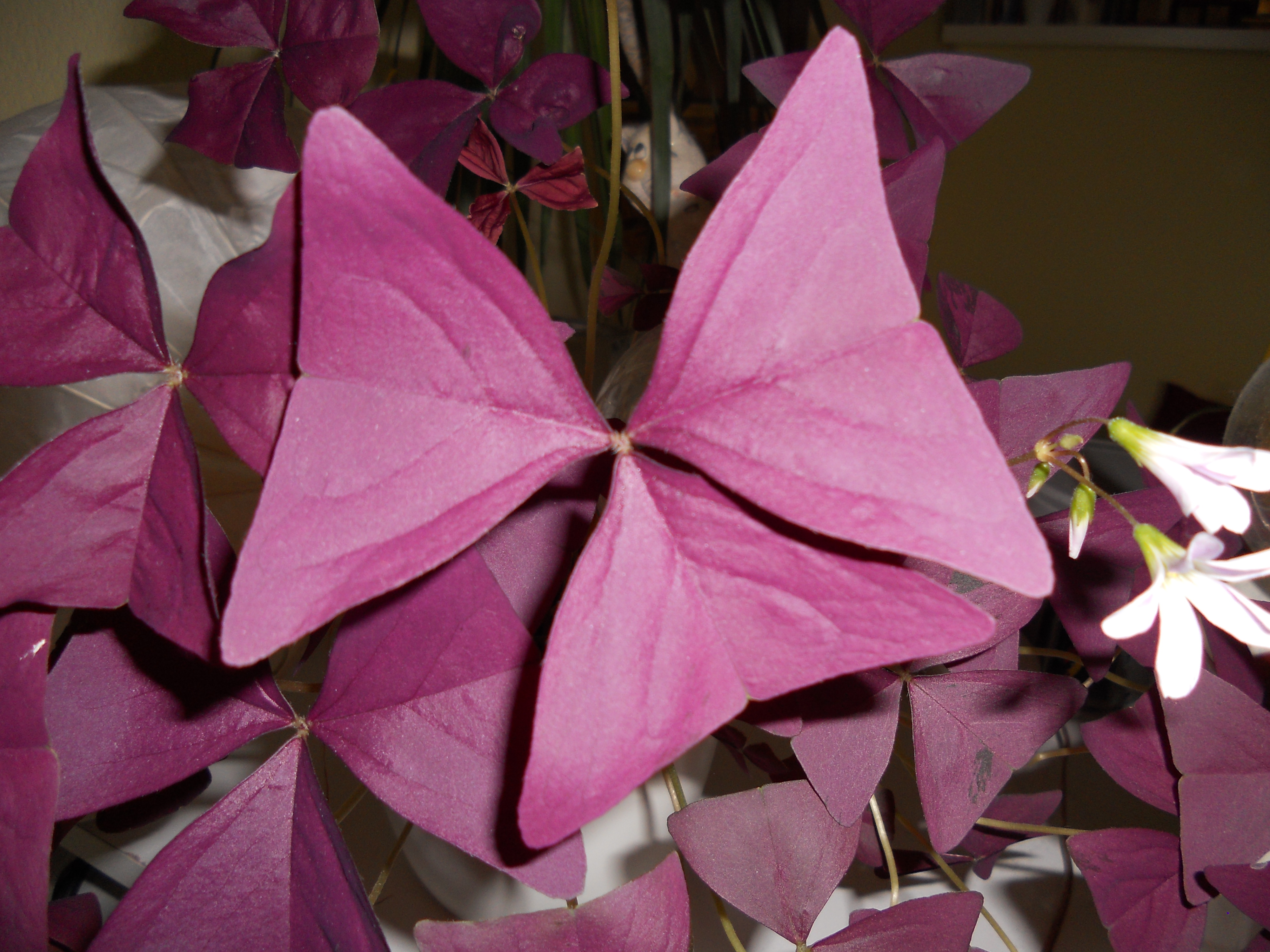
Planta ornamental amb fulles vermelles.

Il·luminació: L'espècie requereix llum indirecta del sol i una temperatura d'uns 15 °C, no per sobre dels 27 °C de manera perllongada, fet que li donaria un aspecte moix ja que entraria en un estat prematur de dormitància.
Reg: Com la majoria d'Oxalis, rizomàtics, es marceixen si no gaudeixen de prou drenatge als corms enterrats. Requereix poc reg, s'aconsella deixar assecar abans de tornar a regar, s'ha de proporcionar bon drenatge al substracte en general i principalment al corm o rizoma: si queda moll causaria la mort de la planta. A l'hivern no s'ha de regar.
Sòl: Creix a sòls rics, per exemple rics en hummus, i ben drenats.
Manteniment: Els exemplars madus s'han de replantar cada 3 - 5 anys, a l'inici de l'estiu quan hagi passat el fred o bé al període de dormitància.

## Ús en gastronomia
Donat que pertanyen a l'espècie Oxalis, com bé indica el nom contenen àcid oxàlic.
Les fulles es mengen crues o cuites i tenen un sabor àcid a causa del seu contingut d'àcid. Les fulles i les flors es poden utilitzar com a decoració per a amanides. En consumir grans quantitats de fulles, l'àcid oxàlic pot causar malestar.
Els rizomes o corms es mengen crus o bullits i tenen un sabor dolç.

## Propagació
Oxalis triangularis es desenvolupa a partir de corms, propagats per divisió. Com altres corms passa per períodes regulars de latència; al final de cada període, els corms poden desenterrar-se, tallar-se i replantarse en un sòl apropiat, on es convertiran en noves plantes.